# 3806 Tremaine
3806 Tremaine là một Tiểu hành tinh nhỏ thuộc họ Alinda. Nó được phát hiện ngày 14 tháng 10 năm 1975 và có tên chỉ định là 1975 TY5. Nó được đặt theo tên của Scott Tremaine.